# Ferdinando Cavalleri

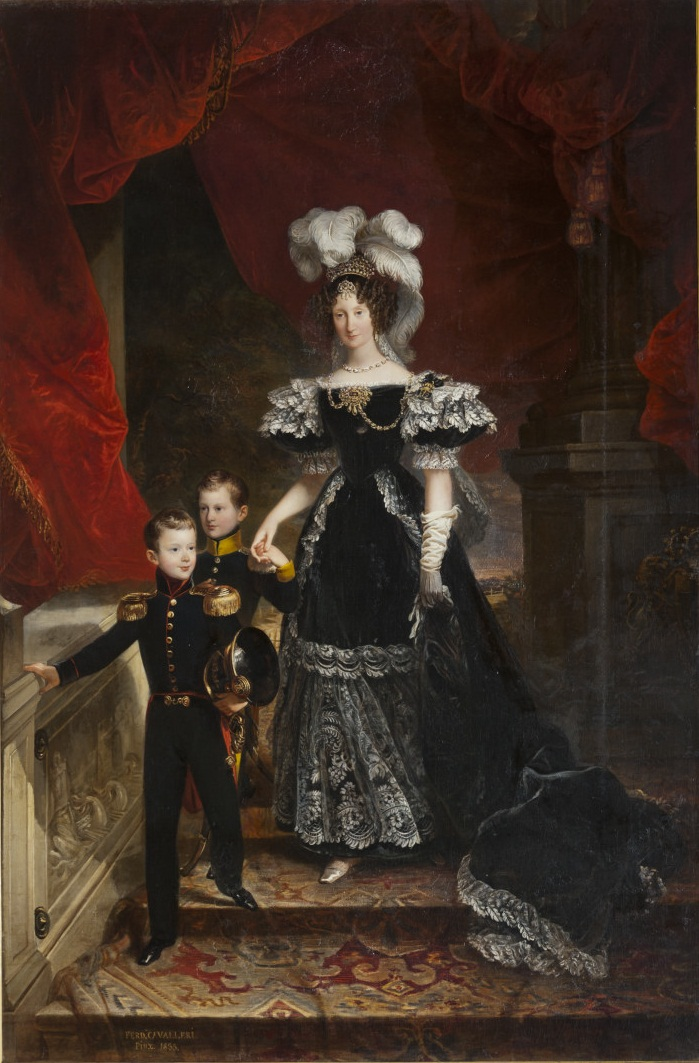
Ferdinando Cavalleri, porträtt av Maria Teresia av Österrike, drottning av Sardinien, tillsammans med sina söner, 1832.

Ferdinando Cavalleri, född den 16 mars 1794 i Turin, död den 20 augusti 1867 i Rom, var en italiensk målare.
Cavalleri studerade konst i Rom och blev historie- och porträttmålare. Han var senare professor vid Accademia di San Luca. Bland hans verk märks Beatrice Cenci bestiger schavotten, San Paolo fuori le Muras brand, Leonardo da Vincis död, Prins Eugen efter slaget vid Petrovaradin, hans självporträtt (i Uffizierna i Florens).